# Brodziec ciemnorzytny
Brodziec ciemnorzytny (Tringa solitaria) – gatunek średniej wielkości wędrownego ptaka z rodziny bekasowatych (Scolopacidae). W sezonie lęgowym zamieszkuje północną część Ameryki Północnej; zimuje w Meksyku, Ameryce Środkowej i Południowej, sporadycznie na skrajnym południu USA. Nie jest zagrożony wyginięciem.

## Morfologia
WyglądCharakterystyczna biała obrączka oczna. Wierzch ciała ciemnooliwkowy z białymi plamkami. Ogon ciemny, sterówki z zewnątrz biało prążkowane. Szyja oraz pierś z czarnymi kreskami; gardło oraz brzuch białe. Dziób krótki, prosty oraz oliwkowy.
WymiaryDługość ciała 18–21 cm; masa ciała 31–69 g; rozpiętość skrzydeł 55–59 cm.

## Ekologia i zachowanie
ŚrodowiskoBrzegi strumieni, bagna, stawy, mokradła.
RozródBrodziec ciemnorzytny wyprowadza jeden lęg w sezonie. W przeciwieństwie do większości gatunków bekasowatych ptak ten nie gniazduje na ziemi, lecz wykorzystuje stare gniazda ptaków śpiewających umieszczone na drzewach kilka metrów nad ziemią lub wyżej. Wyszukiwaniem odpowiedniego gniazda zajmuje się samiec. Samica uporządkowuje wyściółkę w gnieździe, a często wymienia ją na nową. W zniesieniu 3–5 jaj (najczęściej 4) koloru zielonkawego lub kremowego z ciemnobrązowym plamkowaniem. Inkubacja trwa 23–24 dni, a zajmują się nią oboje rodzice. Pisklęta są puchate i aktywne, opuszczają gniazdo wkrótce po tym, jak ich puch wyschnie.
PożywienieŻywi się głównie owadami wodnymi i lądowymi, ich larwami oraz innymi bezkręgowcami wodnymi, takimi jak mięczaki czy skorupiaki. Sporadycznie zjada również pająki, żaby (i kijanki), robaki i małe ryby. Żeruje na błotnistych brzegach lub w płytkiej wodzie. Pisklęta są w stanie same zdobywać pokarm i jedzą to samo, co ich rodzice.

## Status
Międzynarodowa Unia Ochrony Przyrody (IUCN) uznaje brodźca ciemnorzytnego za gatunek najmniejszej troski (LC, Least Concern) nieprzerwanie od 1988 roku. W 2023 roku organizacja Partners in Flight szacowała liczebność światowej populacji na około 190 tysięcy dorosłych osobników. Ze względu na rozbieżności w dostępnych danych BirdLife International uznaje trend liczebności populacji za nieznany.

## Podgatunki
Wyróżnia się dwa podgatunki T. solitaria:
- T. s. cinnamomea (Brewster, 1890) – Alaska i zachodnia Kanada; zimuje od północnej części Ameryki Południowej na południe po środkową Argentynę.
- T. s. solitaria A. Wilson, 1813 – Kanada – od wschodniej Kolumbii Brytyjskiej po półwysep Labrador; zimuje od środkowego Meksyku i Karaibów na południe aż po północną Argentynę, od czasu do czasu także w południowych USA (od Teksasu po Florydę).